# 16180 Rapoport
16180 Rapoport è un asteroide della fascia principale. Scoperto nel 2000, presenta un'orbita caratterizzata da un semiasse maggiore pari a 2,2181619 UA e da un'eccentricità di 0,1502694, inclinata di 5,53801° rispetto all'eclittica.